# Escape Game (film)
Pour les articles homonymes, voir Escape Game (homonymie).
Série Escape Game
Le monde est un piège
(2021)
Pour plus de détails, voir Fiche technique et Distribution.
Escape Game ou Jeu d’évasion au Québec (Escape Room) est un thriller psychologique américain réalisé par Adam Robitel, sorti en 2019.
Écrit par Bragi F. Schut et Maria Melnik, le film suit un groupe de six personnes qui sont invités à participer à un escape game organisé par la mystérieuse entreprise Minos et qui pourrait leur permettre de remporter une grosse somme d'argent. Néanmoins, ils vont réaliser qu'il s'agit en réalité d'un jeu mortel et qu'ils vont devoir résoudre des énigmes pour en sortir vivants.
Lors de sa sortie, le film divise les critiques américaines mais est un succès surprise au box-office, récolant plus de 155 millions de dollars dans le monde pour un petit budget de seulement 9 millions, lui permettant d'être qualifié de « sleeper hit ».
Une suite, intitulée Escape Game 2 : Le monde est un piège, est sortie en 2021.

## Synopsis
Après avoir résolu l'énigme d'une boîte à secret reçue dans un colis, six personnes découvrent l'invitation à participer à un escape game à Chicago avec à la clé 10 000 $ promis au vainqueur. L'équipe est composée de Ben, Zoey, Amanda, Mike, Jason et Danny.
Dès leur arrivée dans le bâtiment de l'entreprise Minos Escape Room, chacun se voit confisquer son portable, soi-disant afin qu'aucune photo du jeu ne filtre. Lorsque Ben tente de sortir de la salle d'attente où tout le monde est rassemblé, il enclenche un mécanisme qui sonne le début de l'escape game. Zoey, étudiante en physique, actionne accidentellement un piège qui active un système de chauffage dans la pièce. Se rendant compte que le jeu auquel ils participent est mortel, les joueurs réussissent à s'échapper de la première salle avant d'être brûlés vifs et Amanda, ancienne combattante, a le souvenir d'avoir survécu à une attaque par engin explosif improvisé (IED).
La deuxième pièce est une cabane en bois verrouillée par deux cadenas. Le premier est ouvert avec une clef et le deuxième nécessite un mot de sept lettres. Les têtes de rennes accrochées au mur rappellent à Ben sa première sortie en voiture avec des amis durant laquelle il écoutait une chanson de Noël, Rudolphe le renne au nez rouge, lorsqu'un accident est survenu dont il a été le seul survivant. L'équipe parvient ainsi à sortir de la maison, mais celle-ci se verrouille définitivement derrière eux, les laissant dans une autre pièce occupée par un lac à la surface gelée similaire à une banquise. Jason découvre la porte de sortie fermée à clef, tandis qu'Amanda trouve dans une malle une parka rouge, que les joueurs décident de porter à tour de rôle. Lorsque Danny tente de récupérer le briquet de Ben pour aider le groupe à faire fondre un cube de glace contenant la clé de la porte de sortie, cette solution étant jugée illégale par les concepteurs du jeu, la glace se brise sous ses pieds pour le punir et il se noie et meurt de froid en voulant se débattre et en voulant tenter de briser la glace pour que les autres participants puissent le sauver avec facilité. Cela rappelle à Jason d'avoir survécu en eaux glacées à la suite d'un naufrage, avec un ami portant une parka rouge.
Lorsque l'équipe parvient à déjouer les pièges de la pièce glacée avant d'être tombés et gelés, elle accède à une salle de billard renversée dont le sol se dérobe sous leurs pieds à mesure que le temps passe et il s'agit d'un gouffre sans fond. Zoey se souvient alors d'un crash aérien qui a entraîné le décès de sa mère. Un membre de l'équipe trouve une porte sans poignée et remarque également l'absence de la boule 8 sur la table de billard. Il pense donc que cette boule pourrait être la poignée manquante. Amanda réussit à la trouver dans un coffre-fort, mais, au moment de la ramener, elle la laisse tomber sur la dernière plate-forme sur le point de se dérober. Elle décide alors de se sacrifier mais ce faisant elle subira une chute mortelle juste après avoir ramassé la poignée pour sauver l'équipe.
La pièce suivante est une salle d'hôpital. Les joueurs se rendent compte que les six lits présents sont les mêmes que ceux où ils étaient hospitalisés après leurs accidents respectifs, réalisant que les épreuves qu'ils ont subies ont été calquées sur leurs vies. Une émission à la télé leur indique qu'ils ont 5 minutes pour trouver une certaine limite qui leur est propre, avant qu'un gaz toxique ne se répande dans la pièce. Trouvant un électrocardiographe, Mike a l'idée de faire battre son cœur le plus vite possible, sans succès. Jason convainc Mike d'arrêter son cœur avec un défibrillateur, mais la manœuvre échoue et lui coûte la vie. Jason tente alors le contraire : diminuer le plus possible son rythme cardiaque, ce qui provoque l'ouverture de la porte. Mais, dans le même temps, Zoey, exaspérée par le jeu qu'elle pense truqué, détruit toutes les caméras de la pièce, refusant de suivre ses deux partenaires, et finit intoxiquée par le gaz.
Jason et Ben accèdent à une nouvelle pièce psychédélique. Ils se disputent à propos de la mort de Mike et Zoey, tandis que Jason dispute Ben à propos du fait qu'en envoyant Danny lui chercher son briquet durant l'énigme de la cabane enneigée, il a involontairement provoqué la mort de Danny et Ben avoue avoir compris que Jason a finalement survécu au naufrage en tuant son compagnon de bord. Apprenant qu'ils ont été drogués (toxicomanie), ils trouvent un message leur indiquant qu'ils doivent trouver un antidote pour pouvoir survivre. Ben découvre une seringue contenant une unique dose d'antidote. Au cours de la bagarre qui s'ensuit, Ben tue Jason et s'empare de l'antidote. Il peut ensuite accéder à la pièce suivante.
Parvenant à s'échapper de justesse d'une bibliothèque qui rétrécit à la façon d'un compacteur, Ben accède au toit de l'immeuble et découvre la salle de contrôle du jeu, avec un écran indiquant qu'il est le seul survivant. Il fait également la rencontre du maître du jeu (Game Master), qui lui annonce l'existence de plusieurs versions du jeu précèdent celui qu'il a vécu et que de richissimes personnes extérieures parient sur les résultats. Pour l'empêcher de divulguer les secrets du jeu au monde extérieur, il tente de tuer Ben, mais il est sauvé de justesse par Zoey, qui a réussi à survivre au gaz toxique grâce à un masque à oxygène. Zoey tue le maître du jeu. Tous deux réussissent à sortir du bâtiment.
Pendant que Ben est à l'hôpital à la suite de ses blessures, Zoey tente d'expliquer à la police ce qui s'est passé. Faute de preuve, la salle d'attente ayant été totalement carbonisée, elle voit son témoignage rejeté.
Six mois plus tard, Zoey rencontre Ben et lui montre des articles de presse montrant de fausses raisons de mort accidentelle des quatre autres membres de l'équipe. La jeune femme, déterminée à mettre fin à ces jeux mortels, convainc Ben de l'accompagner à New York, où se situe le siège de Minos Escape Room.
Dans un grand hangar, se déroule la simulation d'un crash aérien, qui se révèle être une nouvelle épreuve du Puzzle Master pour le prochain vol de Zoey et Ben.

## Fiche technique
Sauf indication contraire, les informations mentionnées dans cette section peuvent être confirmées par la base de données cinématographiques IMDb,  présente dans la section « Liens externes ».
- Titre original : Escape Room
- Titre français : Escape Game
- Titre québécois : Jeu d’évasion
- Réalisation : Adam Robitel
- Scénario : Bragi F. Schut et Maria Melnik, d'après une histoire de Bragi F. Schut
- Musique : Brian Tyler et John Carey
- Direction artistique : Malwande Sigabi, Cecelia van Straaten et Mark Walker
- Décors : Edward Thomas
- Costumes : Reza Levy
- Photographie : Marc Spicer
- Montage : Steve Mirkovich
- Production : Ori Marmur et Neal H. Moritz
  - Production déléguée : Rebecca Rivo
- Sociétés de production : Columbia Pictures et Original Film
- Société de distribution : Sony Pictures Entertainment
- Budget : 9 millions de dollars[1]
- Pays d'origine :  États-Unis et  Afrique du Sud
- Langue originale : anglais
- Format : Couleur — 2.39:1 — son Dolby Atmos
- Genre : Thriller psychologique
- Durée : 100 minutes
- Dates de sortie :
  - États-Unis et Québec : 4 janvier 2019
  - Belgique : 6 février 2019
  - France : 27 février 2019
- Classification :
  - États-Unis : PG-13 (Déconseillé aux moins de 13 ans, accord parental recommandé)
  - France : Tous publics avec avertissement

## Distribution
- Taylor Russell (VF : Cerise Calixte ; VQ : Marilou Martineau) : Zoey Davis
- Logan Miller (VF : Julien Crampon ; VQ : Nicholas Savard L'Herbier) : Ben Miller
- Deborah Ann Woll (VF : Noémie Orphelin ; VQ : Laurence Dauphinais) : Amanda Harper
- Jay Ellis (VF : Mexianu Medenu ; VQ : Christian Perrault) : Jason Walker
- Tyler Labine (VF : Emmanuel Gradi ; VQ : Olivier Visentin) : Mike Nolan
- Nik Dodani (VF : Gabriel Bismuth-Bienaimé ; VQ : Louis-Philippe Berthiaume) : Danny Khan
- Yorick van Wageningen (VF : Michel Mella) : le maître du jeu
- Cornelius Geaney Jr. : le professeur
- Russell Crous : Charlie
- Bart Fouche : Gary
- Jessica Sutton (en) : Allison
- Kenneth Fok (VF : Olivier Chauvel) : l’inspecteur Li

 Source et légende : version française (VF) sur RS Doublage
 Source et légende : version québécoise (VQ) sur Doublage.qc.ca

## Production

### Développement et tournage
En août 2017, la production du film, alors intitulé The Maze, est lancée avec le début de la phase de casting. Taylor Russell, Logan Miller et Deborah Ann Woll rejoignent parallèlement la distribution. Le tournage débute à la fin de l'année en Afrique du Sud. En janvier 2018, Adam Robitel annonce à Syfy que le tournage est terminé.
Dans une interview, Robitel dévoile que le film devait à l'origine se terminer par le retour des survivants chez eux. Néanmoins, il a été décidé de modifier la fin et de mettre en place un antagoniste plus menaçant afin d'introduire le second volet et créer du suspense.

### Musique
En juin 2018, il est annoncé que Brian Tyler et John Carey composeront ensemble la musique du film.

## Sortie
La sortie américaine du film était à l'origine prévue pour le 30 novembre 2018, avant d'être reportée au 1er février 2019. Elle est finalement avancée au 4 janvier 2019, sa date définitive.
En Pologne, où le film devait sortir le 11 janvier 2019, la sortie a été reportée au mois de mai 2019 à la suite de la mort de cinq adolescents dans un escape game à cause d'un incendie dans la ville de Koszalin le 4 janvier 2019.

## Accueil

### Critique
Aux États-Unis, le film divise la critique. Sur le site agrégateur de critiques Rotten Tomatoes, il obtient un score de 51 % de critiques positives, avec une note moyenne de 5,30/10 sur la base de 81 critiques positives et 77 négatives. Le consensus critique établi par le site résume que le film « peine à atteindre son potentiel mais qu'il contient assez de tensions pour offrir un bon divertissement aux fans de suspense ».
Sur un autre site agrégateur de critiques, Metacritic, le film obtient la note de 48/100 sur la base de 26 critiques collectées. Du côté des spectateurs, ceux interrogés par CinemaScore, un service de sondage reconnu par l'industrie cinématographique américaine, lui donnent la note de « B » sur une échelle allant de « A+ » à « F ».

### Box-office
| Pays ou région    | Box-office      | Date d'arrêt du box-office | Nombre de semaines |
| ----------------- | --------------- | -------------------------- | ------------------ |
| États-Unis Canada | 57 005 601 $    | 25 avril 2019              | 16                 |
| France            | 858 915 entrées | 23 avril 2019              | 8                  |
| Total mondial     | 155 712 077 $   | -                          | -                  |

## Distinctions
Sauf indication contraire, les informations mentionnées dans cette section peuvent être confirmées par la base de données cinématographiques IMDb,  présente dans la section « Liens externes ».

### Sélection
- Festival international du film fantastique de Gérardmer 2019 : sélection en compétition

### Nominations
- Georgia Film Critics Association Awards 2019 : Breakthrough Award pour Taylor Russell
- Fright Meter Awards 2019 : Meilleurs effets spéciaux
- Saturn Awards 2019 : Meilleur film d'action ou d'aventure

## Suite
En février 2019, Sony Pictures Entertainment lance le développement d'un deuxième volet avec le retour d'Adam Robitel à la réalisation. Il est également dévoilé que Taylor Russell et Logan Miller y reprendront leurs rôles.
Intitulé Escape Game 2 : Le monde est un piège, le film est sorti en 2021 après avoir été reporté en raison de la pandémie de Covid-19.